# 第59回全国高等学校野球選手権大会
第59回全国高等学校野球選手権大会（だい59かいぜんこくこうとうがっこうやきゅうせんしゅけんたいかい）は、1977年（昭和52年）8月8日から8月20日までの13日間にわたり阪神甲子園球場で行われた全国高等学校野球選手権大会である。
本大会の開会式には、大会歌「栄冠は君に輝く」の作曲者である古関裕而が、大会歌制定30周年を記念して招待された。
東洋大姫路が大会史上初の決勝戦サヨナラ本塁打で優勝した。

## 代表校
| 地方大会 | 代表校     | 出場回数      |
| -------- | ---------- | ------------- |
| 北北海道 | 釧路江南   | 2年連続4回目  |
| 南北海道 | 札幌商     | 4年ぶり6回目  |
| 岩手     | 黒沢尻工   | 20年ぶり2回目 |
| 奥羽     | 能代       | 14年ぶり2回目 |
| 山形     | 酒田工     | 初出場        |
| 宮城     | 仙台育英   | 2年ぶり5回目  |
| 福島     | 福島商     | 3年ぶり6回目  |
| 茨城     | 取手二     | 初出場        |
| 栃木     | 宇都宮学園 | 8年ぶり3回目  |
| 北関東   | 高崎商     | 6年ぶり7回目  |
| 埼玉     | 川口工     | 初出場        |
| 千葉     | 千葉商     | 9年ぶり7回目  |
| 東東京   | 早稲田実   | 2年ぶり21回目 |
| 西東京   | 桜美林     | 2年連続2回目  |
| 神奈川   | 東海大相模 | 4年連続7回目  |
| 長野     | 松商学園   | 3年連続22回目 |
| 新潟     | 長岡       | 56年ぶり5回目 |
| 北陸     | 星稜       | 2年連続3回目  |
| 福滋     | 福井商     | 4年ぶり3回目  |
| 静岡     | 掛川西     | 13年ぶり3回目 |
| 愛知     | 東邦       | 4年ぶり8回目  |

| 地方大会 | 代表校     | 出場回数      |
| -------- | ---------- | ------------- |
| 岐阜     | 土岐商     | 初出場        |
| 三重     | 海星       | 5年ぶり3回目  |
| 京都     | 京都商     | 2年連続8回目  |
| 紀和     | 智弁学園   | 9年ぶり2回目  |
| 大阪     | 大鉄       | 12年ぶり2回目 |
| 兵庫     | 東洋大姫路 | 3年ぶり5回目  |
| 岡山     | 水島工     | 初出場        |
| 広島     | 広島商     | 2年ぶり14回目 |
| 山陰     | 浜田       | 2年連続4回目  |
| 山口     | 柳井商     | 2年ぶり3回目  |
| 香川     | 高松商     | 2年連続14回目 |
| 愛媛     | 今治西     | 2年連続6回目  |
| 南四国   | 高知       | 3年ぶり7回目  |
| 福岡     | 九州産     | 初出場        |
| 西九州   | 佐賀商     | 12年ぶり5回目 |
| 熊本     | 熊本工     | 2年連続6回目  |
| 大分     | 津久見     | 5年ぶり8回目  |
| 宮崎     | 都城       | 7年ぶり2回目  |
| 鹿児島   | 鹿児島商工 | 7年ぶり2回目  |
| 沖縄     | 豊見城     | 2年連続2回目  |

## 試合結果

### 1回戦
8月8日
- 福井商 7 - 0 松商学園
- 取手二 4 - 1 掛川西
- 智弁学園 2 - 1 星稜

8月9日
- 酒田工 5 - 2 都城
- 高知 5 - 1 仙台育英
- 高崎商 10 - 2 能代
- 宇都宮学園 10 - 0 東海大相模

8月10日
- 大鉄 8 - 4 土岐商
- 広島商 4 - 0 佐賀商

### 2回戦
- 浜田 3 - 1 札幌商
- 福島商 1 - 0 九州産

8月11日
- 豊見城 9 - 2 水島工
- 早稲田実 4 - 1 桜美林
- 東邦 6 - 2 高松商
- 今治西 8 - 1 釧路江南

8月12日
- 熊本工 6 - 4 海星
- 東洋大姫路 4 - 0 千葉商
- 黒沢尻工 3 - 1 鹿児島商工

8月13日
- 柳井商 4 - 3 長岡
- 津久見 9 - 1 京都商
- 智弁学園 12 - 0 川口工

8月14日
- 宇都宮学園 3 - 1 取手二
- 大鉄 7 - 0 酒田工
- 高知 7 - 6 福井商

8月15日
- 広島商 6 - 0 高崎商

### 3回戦
- 早稲田実 10 - 2 柳井商
- 高知 3 - 2 宇都宮学園

8月16日
- 東邦 8 - 0 黒沢尻工
- 熊本工 4x - 3 福島商（延長11回）
- 今治西 4 - 0 智弁学園

8月17日
- 大鉄 10x - 6 津久見（延長11回）
- 豊見城 1 - 0 広島商（延長11回）
- 東洋大姫路 5 - 0 浜田

### 準々決勝
8月18日
- 大鉄 2 - 1 高知
- 東邦 4 - 0 熊本工
- 今治西 11 - 1 早稲田実
- 東洋大姫路 8 - 3 豊見城

### 準決勝
8月19日
- 東邦 5 - 3 大鉄
- 東洋大姫路 1 - 0 今治西（延長10回）

### 決勝
|            | 1 | 2 | 3 | 4 | 5 | 6 | 7 | 8 | 9 | 10 | R | H  | E |
| ---------- | - | - | - | - | - | - | - | - | - | -- | - | -- | - |
| 東邦       | 0 | 1 | 0 | 0 | 0 | 0 | 0 | 0 | 0 | 0  | 1 | 10 | 2 |
| 東洋大姫路 | 0 | 0 | 0 | 1 | 0 | 0 | 0 | 0 | 0 | 3x | 4 | 5  | 0 |

1. （邦）：坂本 - 大矢
2. （姫）：松本 - 安井
3. 本塁打
（姫）：安井
4. 審判
［球審］郷司
［塁審］山川・三宅・永野
5. 試合時間：2時間47分

| 東邦 | 東邦 | 東邦              |
| 打順 | 守備 | 選手              |
| ---- | ---- | ----------------- |
| 1    | [左] | 浅井敬由（3年）   |
| 2    | [遊] | 佐藤資洋（3年）   |
| 3    | [捕] | 大矢正成（3年）   |
| 4    | [三] | 森田泰弘（3年）   |
| 5    | [右] | 立松則明（3年）   |
| 6    | [一] | 井上洋二郎（3年） |
| 7    | [中] | 古川孝（3年）     |
| 8    | [二] | 木戸徹（3年）     |
| 9    | [投] | 坂本佳一（1年）   |

| 東洋大姫路 | 東洋大姫路 | 東洋大姫路      |
| 打順       | 守備       | 選手            |
| ---------- | ---------- | --------------- |
| 1          | [二]       | 田村敏一（3年） |
| 2          | [中]       | 松田裕之（3年） |
| 3          | [投]       | 松本正志（3年） |
| 4          | [捕]       | 安井浩二（3年） |
| 5          | [三]       | 春名幸彦（2年） |
| 6          | [左]       | 平石武則（3年） |
| 7          | [遊]       | 金沢明義（3年） |
| 8          | [一]       | 山本庄己（3年） |
| 9          | [右]       | 菰方敏治（3年） |

## 大会本塁打
1回戦
- 第1号：飯田正男（高崎商）
- 第2号：佐藤一弘（高崎商）
- 第3号：見形仁一（宇都宮学園）
- 第4号：住吉慶一（広島商）

2回戦
- 第5号：比嘉康哲（豊見城）
- 第6号：黒坂季央（高松商）
- 第7号：阿部信行（今治西）
- 第8号：矢田恭裕（海星）
- 第9号：矢田恭裕（海星）
- 第10号：中川恒延（津久見）
- 第11号：渡辺幸助（大鉄）

3回戦
- 第12号：広林登（柳井商）
- 第13号：阿部信行（今治西）
- 第14号：鍛治本明典（大鉄）
- 第15号：川端正（大鉄）[1]
- 第16号：金城隆（豊見城）

準々決勝
- 第17号：前田友行（大鉄）
- 第18号：森田泰弘（東邦）
- 第19号：渡部清彦（今治西）

準決勝
- 第20号：鍛治本明典（大鉄）

決勝
- 第21号：安井浩二（東洋大姫路）[2]

## その他の主な出場選手
- 大久保美智男（仙台育英）
- 三浦広之（福島商）
- 大野久（取手二）
- 駒崎幸一（川口工）
- 川又米利（早稲田実）
- 川島正幸（松商学園）
- 小松辰雄（星稜）

- 服部浩一（京都商）
- 山口哲治（智弁学園）
- 上村恭生（智弁学園）
- 宮本賢治（東洋大姫路）
- 永田利則（広島商）
- 吉竹春樹（九州産）
- 山森雅文（熊本工）
- 石嶺和彦（豊見城）